# José Ademar Santana
José Ademar Monteiro de Santana (ur. 6 lutego 1996) – brazylijski siatkarz, grający na pozycji przyjmującego.

## Sukcesy klubowe
Puchar Francji:
- 2023[5]

Mistrzostwo Francji:
- 2023[6]

Superpuchar Brazylii:
- 2023[7]

Klubowe Mistrzostwa Ameryki Południowej:
- 2024[8]

## Nagroda indywidualne
- 2023: MVP Superpucharu Brazylii